# Ричард Белзер
Ричард Белзер (енгл. Richard Belzer; Бриџпорт, 4. август 1944 — Бозул, 19. фебруар 2023) био је амерички филмски и телевизијски глумац. Најпознатији је по улози Џона Манча у серијама Одељење за убиства: Живот на улици и Ред и закон: Одељење за специјалне жртве.